# ميشيل غولدمان
ميشيل غولدمان هو طبيب بلجيكي، ولد في 1955 في إقليم بروكسل العاصمة في بلجيكا.